# مؤسسة ميلان الخيرية
| مؤسسة الميلان الخيرية | مؤسسة الميلان الخيرية   |
| --------------------- | ----------------------- |
|                       |                         |
| معلومات               |                         |
| التأسيس               | 20 فبراير 2003          |
| رئيس مجلس الإدارة     | أدريانو غالياني         |
| التلفون               | (+39) 02.6228.4536      |
| فاكس                  | (+39) 02.6228.4551      |
| الموقع الرسمي         | www.fondazionemilan.org |

مؤسسة ميلان الخيرية التنفيدية (بالإيطالية: Fondazione Milan) أنشئت بتاريخ 20 فبراير 2003،  بدعم من نادي إيه سي ميلان. والهدف الأسمى للمؤسسة هو ضمان حقوق الناس في الرعاية الاجتماعية والتعليم ونشر ثقافة الرياضة والنشاط البدني كإجراء يهدف إلى حماية الصحة العقلية والبدنية للوصول إلى حياة أفضل. خلال سنوات عملها دعمت المؤسسة 39 مشروعا بقيمة قدرت بأكثر من 3 ملايين يورو. يرأس مجلس إدارة المؤسسة، الرجل الأول في إيه سي ميلان وهو أدريانو غالياني، وبجانبه كل من «بيير سيلفيو برلسكوني» نائبا للرئيس، المدرب «ليوناردو أرواخو»، و«باولو مالديني»، و 11 عضو آخر كأعضاء مجلس إدارة مما يعكس الشعور العميق بالمسؤولية الاجتماعية والإنسانية لدى إداريي ولاعبي الميلان إلى جانب مسؤوليتهم الأخرى وهي إسعاد الميلانيستا في كل مكان.
مؤسسة الميلان الخيرية التنفيدية أنشئت في لكي تتولى دعم المشاريع الخيرية التي يشرف عليها نادي إيه سي ميلان بشكل منظم، من منظور الخدمة الإنسانية باتجاه المجتمع المساعدة على حل مشاكله والرقي بمستوى معيشته ، وهذا إن دل فأنه يدل على جانب الإنساني الاجتماعي الرائع والذي هو واجب على كل مؤسسة رياضية أو فنية ناجحة متميزة
المؤسسة الخيرية التابعة للميلان هدفها الأول تلبية الاحتاجات الأساسية وتحقيق كامل الحقوق الأساسية للأفراد ، في مجالات الرعاية الاجتماعية والصحية والتعليم والتدريب المهني وتنمية القدرات ونشر الثقافة والرياضة بوصفها وسيلة تهدف للحفاظ على الصحة البدنية والعقلية وكذلك تعمل في مجال تحقيق الاندماج بين الفرد والمجتمع وتحسين نوعية الحياة لجميع الناس، المؤسسة تعمل بشكل أساسي على دعم المشاريع الكبيرة التي تهدف لتحقيق كل ما سبق ذكره من أهداف إضافة لتقديم المعونات الإنسانية للدول النامية وتحسين علاقات التعاون بين المؤسسات الوطنية والدولية في تلك الدول. وتضم المؤسسة الكثير من الرياضيين والمواطنين العاديين والشركات الكبيرة التي وحدها جميعها الاقتناع بدور تلك المؤسسة والتزام الجميع تجاه المجتمع والإنسانية وتتيح المؤسسة لكل من يرغب بان ينضم إليها ويقدم لها مساهماته في تحقيق اهدافها العامة. ولنا في اللقاء الودي الذي جرى بين قدماء إيه سي ميلان وقدماء ريال مدريد دليل قوي على الهدف السامي لهذة المؤسسة.

## من برامجها
ميلان جونيرز (بالإنجليزية: Milan Junior)، هو إحدى برامج المؤسسة ويتضمن سلسلة من الأحداث الرياضية ومختلف الخدمات والمنتجات ذات الصلة بكرة القدم. تأسس هذا المشروع في عام 1999، والغرض منه تشجيع النشاط البدني للأطفال والمراهقين. يتضمن المشروع: 
- مخيم ميلان جونيور (بالإنجليزية: Milan Junior Camp)، وهو عبارة عن مخيمات نُظمت في أكثر من 100 مدينة في إيطاليا وخارجها للبنين والبنات من سن 8 إلى 15 سنة، وهي مزيج من مدارس كرة القدم، ومعاهد دورات اللغة الإنجليزية.
- مخيم الأحد (بالإنجليزية: Sunday Camp)، وهو عبارة عن مخيمات لكرة القدم للأطفال الذين تتراوح أعمارهم من 6 إلى 11 سنة، وهي تُقام في مركز الرياضة «لومبارديا أونو» في ميلانو وعلى استاد سان سيرو.
- حديقة ميلان (بالإنجليزية: Milan Park)، وهي حديقة ملعب للأطفال والآباء والأمهات.
- جيل الميلان (بالإنجليزية: MGeneration)، هو برنامج لأنصار النادي من الأطفال والمراهقين دون سن 18 سنة من العمر.
- مدارس الكالتشيو (بالإيطالية: Scuole Calcio)، وهي تؤمن تعليم كرة القدم المدرسية للأطفال الذين تتراوح أعمارهم من 6 إلى 8 سنوات، وتجري وفقا للمبادئ التوجيهية للاتحاد الإيطالي لكرة القدم.

## وصلات خارجية
- الموقع الرسمي